# مزیرعه (استان بسکره)
مزیرعه (به عربی: المزيرعة) یک شهرداری در الجزایر است که در استان بسکره واقع شده‌است.